# Lisbeth Oestreicher
Lisbeth Birman-Oestreicher (* 27. Mai 1902 in Karlsbad, Österreich-Ungarn; † 6. November 1989 in Amersfoort, Niederlande) war eine österreichisch-niederländische Textilkünstlerin. Sie gilt als eine der Repräsentantinnen der niederländischen Textilkunst, obwohl ihr Einfluss aufgrund der zu ihrer Schaffenszeit geltenden Einschränkungen für Frauen begrenzt war.

## Leben und Werk
Oestreicher war das zweite Kind des Bezirksarztes Karl Oestreicher und von Clara Oestreicher-Kisch. Ihre Familie sprach Deutsch und orientierte sich, wie damals üblich, an der Hauptstadt Wien, wo sich die Familie oft im Winter aufhielt. Nach ihrem Abitur 1918 besuchte sie bis 1926 die Kunstgewerbeschule in Wien, die Königliche Kunstgewerbeschule München und die Unterrichtsanstalt des Kunstgewerbemuseums Berlin. 

## Studienzeit im Bauhaus

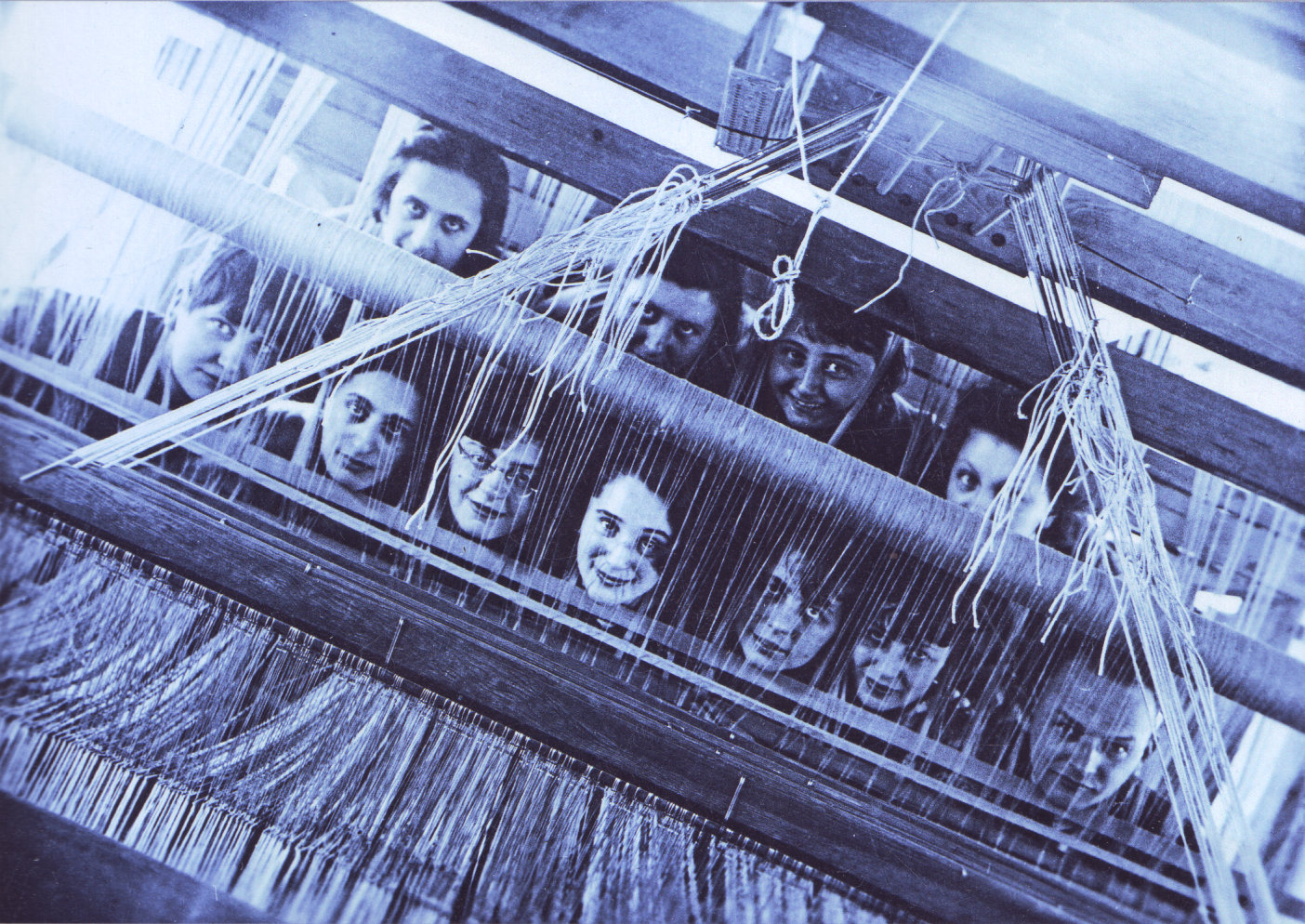
Gruppenporträt der Webereiklasse Webmeister Kurt Wanke am Bauhaus Dessau. Vordere Reihe von links:Lotte Beese (Lotte Stam-Beese), Anni Albers, Ljuba Monastirsky, Rosa Berger, Gunta Stölzl, Otti Berger, Webmeister Kurt Wanke. Obere Reihe von links: Lisbeth Oestreicher, Gertrud Preiswerk, Helene Bergner (Léna Meyer-Bergner), Grete (Margaretha) Reichardt

Bei einem Familienbesuch 1925 in Berlin hörte sie einen Vortrag von Walter Gropius und lernte die Ideen des Bauhauses kennen. Davon begeistert bewarb sie sich um eine Ausbildung und wurde 1926 in die Textilabteilung am neu eröffneten Bauhaus in Dessau aufgenommen. Sie studierte bei Wassily Kandinsky künstlerische Ausbildung, Figurenzeichnung bei Paul Klee, Design bei Marcel Breuer und spezialisierte sich bei Gunta Stölzl auf industrielle Webtechniken und Färberei. Die meisten Studentinnen wählten diesen Fachbereich, weil die Studiengänge Bildende Kunst keine Frauen zuließen. Oestreicher kombinierte Techniken wie Weben, Stricken, Häkeln und Sticken und entwarf Gardinen- und Möbelstoffe für mehrere deutsche Textilfabriken. Um ihr Wissen über Lacke und Farben zu vertiefen, wurde sie vom Bauhaus zu einem Kurs bei der I.G. Farben in Frankfurt-Höchst geschickt und übernahm danach die Leitung der Bauhausfärberei. Außerdem absolvierte sie ein Praktikum in einer Baumwollfabrik. Am 5. Oktober 1930 legte sie die Gesellenprüfung in Glauchau ab und im selben Monat ihren Abschluss mit dem Bauhaus-Diplom Nr. 25. Allerdings bot die Schule keine Lehrabschlüsse in der Weberei an, so dass es Frauen nicht möglich war, ihr Gewerbe bei der Handwerkskammer anzumelden, was die Möglichkeiten ihrer Karriere einschränkte.

## Designerin in den Niederlanden
Als Oestreicher 1930 anlässlich der Hochzeit ihres Bruders Felix mit Gerda Laqueur, Tochter des Endokrinologen Ernst Laqueur, in Amsterdam war, erfuhr sie von der Möglichkeit, für die Textilindustrie in Twente zu arbeiten. Zusammen mit Friedl Dicker und Ljuba Monastirskaja entwarf sie Stoffe für die Weberei Pausa und arbeitet von Wien und Karlsbad aus als freiberufliche Designdesignerin, bis sie sich 1932 in Hengelo niederließ. Da es aufgrund der Wirtschaftskrise für sie in Hengelo keine Arbeit mehr gab, zog sie 1935 nach Amsterdam, wo sie am Merwedeplein ein Atelier einrichtete und Strickdesigns für die Zeitschrift Libelle, für Wollgarnhersteller und für Privatpersonen erstellte. Zunächst fotografierte Éva Besnyő ihre Entwürfe, doch als 1937 ihre Schwester Marie, die in Wien zur Fotografin ausgebildet worden war, ebenfalls nach Amsterdam kam, begann sie mit ihr zu arbeiten. Die Schwestern richteten zusammen das Studioatelier Model en Foto Austria ein und ihre Schwester führt ihre fotografische Arbeit unter dem Künstlernamen Maria Austria durch.

## Durchgangslager Westerbork
Die deutsche Besetzung der Niederlande änderte zunächst wenig an Oestreichers eigenständiger Existenz, doch im Sommer 1942 erhielt sie eine Vorladung, sich im Durchgangslager Westerbork zu melden, wo sie am 30. Juli eintraf. Ihre Schwester Maria ging in den Untergrund und schloss sich der niederländischen Widerstandsbewegung an, war unter dem Namen Elizabeth Huijnen als Kurier tätig und half bei der Fälschung von Ausweisen. Ihrer Schwester gelang es, die NS-Zeit in der Illegalität zu überleben.
Im Lager angekommen, erhielt Oestreicher Befehle von der Freundin des Lagerkommandanten Albert Konrad Gemmeker, die von ihrer Arbeit sehr angetan war. Laut Familienchronik gelang es Oestreicher immer wieder, ihren Aufenthalt im Lager zu verlängern, indem sie ihrem Auftraggeber mitteilte, dass die Kleidungsstücke, an dem sie arbeitete, noch nicht fertig seien. Dadurch gelang es ihr, einer Abschiebung in den Osten zu entgehen. Ab November 1943 befanden sich auch ihre Mutter und ihr Bruder mit seiner Frau und zwei Töchtern in Westerbork. Oestreicher richtete sich in Westerbork ein Atelier ein, das es ihr ermöglichte, auch nach den letzten Deportationen im September 1944 im Lager zu bleiben. Sie lernte dort den Chemieingenieur Otto Birman kennen, den sie kurz nach der Befreiung am 6. Mai 1945 heiratete. 

## Nachkriegszeit
Danach zog sie mit ihrem Mann nach Amersfoort, wo er seine Stelle in der Erdal-Fabrik zurückbekam und dort bis zu seiner Pensionierung arbeitete. Sie entwarf Strickwaren, die bei Metz & Co in Amsterdam verkauft wurden, das sich in den 1920er Jahren als führender Einzelhändler für modernistische Möbel, Stoffe, Kleidung und Haushaltsartikel etabliert hatte.
1947 zogen die drei Töchter ihres Bruders zu ihnen, der mit seiner Frau kurz nach der Befreiung des KZ Bergen-Belsen an Typhus gestorben war.
Sie beschloss einige Jahre später, ihre berufliche Tätigkeit einzustellen. Einige Entwürfe verkaufte sie an die Firma Metz & Co, arbeitete jedoch ehrenamtlich als Mitglied bei der UNICEF, Amnesty International und der Humanistischen Vereinigung. Sie war ab 1950 Mitglied der Gebonden Kunstenaars Federatie und fertigte weiterhin Pullover, Tagesdecken und Wandteppiche für Familie und Freunde an. Zu ihren Bauhaus-Kollegen hielt sie immer Kontakt. Ehemalige Freunde und Bekannte des Bauhauses besuchten sie oft in Amersfoort, wie Tut Schlemmer, die Frau von Oskar Schlemmer, Gertrud Arndt, Gunta Stölzl sowie Eva und Andor Weininger.
Lisbeth Oestreicher starb 1989 im Alter von 87 Jahren zu Hause in Amersfoort und wurde in Utrecht eingeäschert.
Viele ihrer Arbeiten verschwanden im Zweiten Weltkrieg. Die Arbeiten von Lisbeth Oestreicher sind in den Sammlungen verschiedener Museen vertreten, wie dem Bauhaus-Archiv Museum für Gestaltung Berlin, dem Stedelijk Museum in Amsterdam und dem Textilmuseum in Tilburg.